# Jiří Čunek
Jiří Čunek est un homme politique tchèque né le 22 février 1959 à Zlín.
Il est de décembre 2006 à mai 2009, président de l'union chrétienne démocrate et ministre du Développement régional de la République tchèque entre 2007 et 2009.

## Biographie

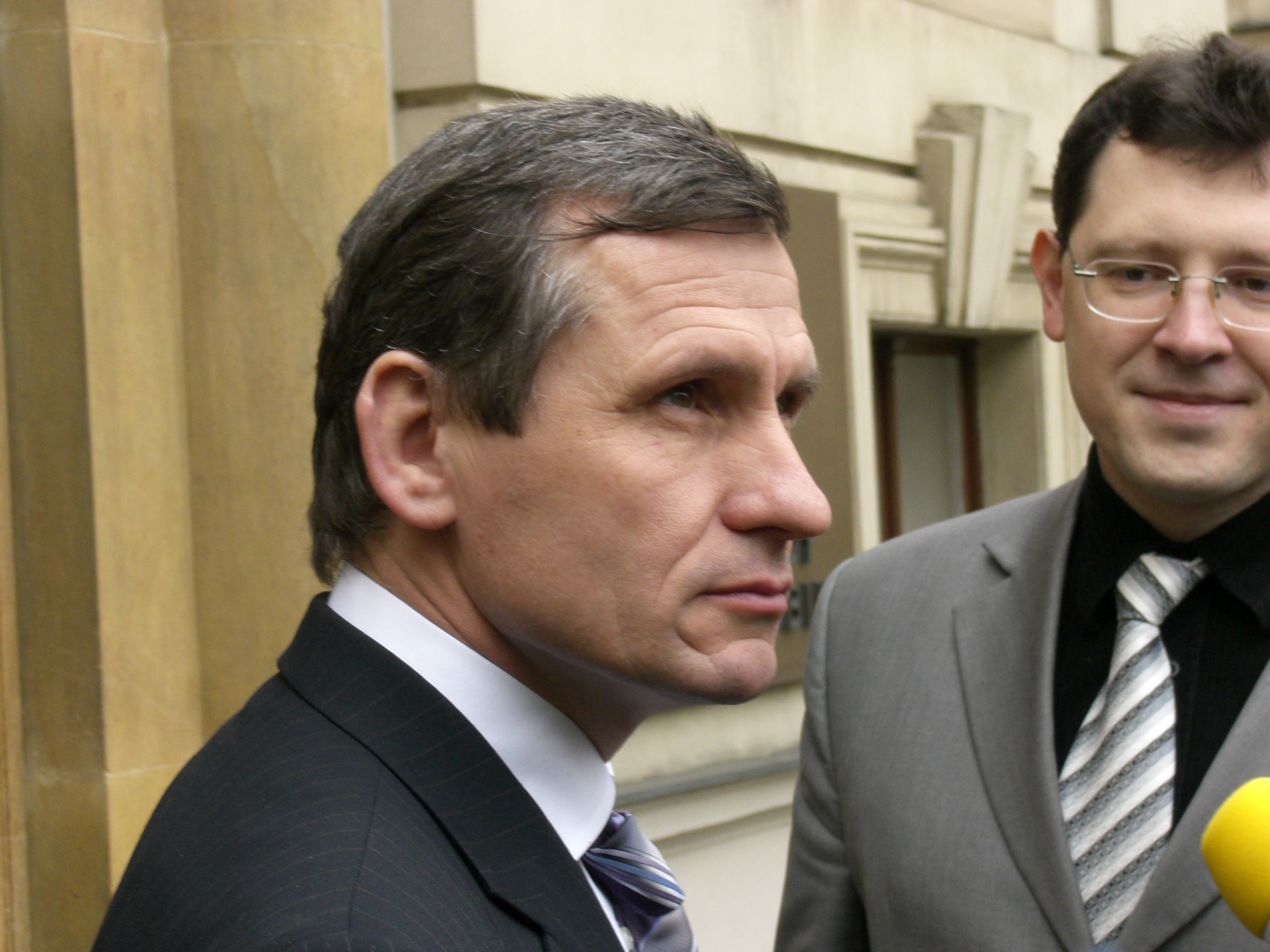
Jiri Cunek en 2007.

Après des études de mécanique dans un institut technique à Napajedla, Jiří Čunek travaille comme mécanicien dans une usine de la ville de Gottwaldov, l'actuelle Zlín. Après une qualification supplémentaire acquise en 1982, il devient technicien aux usines d'armement de Vsetín.
Il possède deux frères prêtres, qui pendant le communisme l'ont introduit au sein de la dissidence catholique. Il raconte d'ailleurs avoir rencontré le cardinal Vlk. L'acteur Josef Polášek est son cousin.
Jiří Čunek est marié et a quatre filles. Sa femme Pavla (née le 28 avril 1958) a étudié à l'université Palacký d'Olomouc et exerce en tant que dentiste à Vsetín.

## Carrière politique
Après son adhésion au parti populaire tchécoslovaque en 1990, il devient conseiller municipal de Vsetín (1994) puis maire de la ville (1998).
Il accède à des responsabilités nationales après avoir pris la tête de l'Union chrétienne démocrate - Parti populaire tchécoslovaque.
Après avoir été élu sénateur en octobre 2006, Čunek est le premier à poser sa candidature à la présidence du KDU-ČSL après le départ de Miroslav Kalousek. Il est critiqué pour deux rencontres avec le chef du ČSSD (sociaux démocrates) Jiří Paroubek en novembre, pendant les difficiles tractations sur la formation d'un gouvernement après le match nul des législatives de juin 2006. Il est cependant élu au premier tour le 9 novembre en devançant sa rivale Vlasta Parkanová. Il abandonne alors son fauteuil de maire de Vsetín, fonctions dans lesquelles il avait été réélu en octobre 2006.
Il participe alors aux négociations sur la formation d'un deuxième gouvernement Mirek Topolánek. Après avoir laissé entendre que la participation des sociaux-démocrates au gouvernement, ou du moins leur soutien à celui-ci, était nécessaire, il choisit finalement de conclure un accord de coalition avec le parti démocratique civique et le parti écologique. Le 9 janvier 2007 il est nommé ministre du Développement régional d'un gouvernement qui vient d'être approuvé par la majorité absolue de la chambre des députés.

## Scandales
Jiří Čunek a été l'objet de plusieurs scandales.
Son ancienne assistante l'a accusé de harcèlement sexuel et de discrimination.
Mais c'est avec l'affaire du déplacement des familles Roms que Jiří Čunek a provoqué le plus de controverses. En octobre 2006, à la veille des élections municipales, Jiří Čunek fait déplacer 36 famille tziganes d'un vieil immeuble de la ville où elles habitaient vers des habitations construites pour elles. La mesure a été critiquée pour aller dans le sens d'une ghettoïsation encore plus poussée des Roms de la ville. Ce à quoi Jiří Čunek répond que les nouveaux logements sont meilleurs que les anciens.
Ont également été dénoncées les conditions dans lesquelles sept familles (environ 100 personnes) qui ne pouvaient pas bénéficier d'un relogement de ce type ont été incitées à acquérir à des conditions préférentielles des maisons dans la région de Zlín : des pressions auraient été exercées par les fonctionnaires municipaux sur les familles pour leur faire signer les contrats de prêts destinés à financer l'achat des maisons (voir à ce sujet Právo du 11 novembre 2006, article de Pavel Čírtek: "Comment les Roms de Vsetín ont acheté des maisons").
Face aux critiques d'autres hommes politiques tchèques (comme Kateřina Jacques ou Milan Horváth) Jiří Čunek ne s'est pas démonté, assumant sans complexe sa politique. Lors d'une émission de la chaîne de télévision TV Nova (Na vlastní oči, 1er novembre 2006), Čunek a affirmé : « je ne fais que crever un abcès, comme le font les médecins ». Malgré la polémique suscitée par ces propos, y compris à l'intérieur de son propre parti, Čunek a refusé de revenir dessus.
Jiří Čunek fait actuellement l'objet d'une demande de levée de son immunité parlementaire, qui a été déposée par la police d'Ostrava. Jiří Čunek est soupçonné d'avoir reçu en février 2002 des pots de vin d'environ cinq cent mille couronnes de l'agence immobilière H&B Real de Vsetín. Le témoin clé est son ancienne secrétaire Marcela Urbanová. Cella-ci affirme avoir vu Jiří Čunek accepté 499 000 couronnes de la part des époux propriétaires de cette agence immobilière. La police a découvert que deux jours après, Jiří Čunek a déposé une somme sensiblement égale : 497 000 couronnes sur son compte.
Selon la police, Jiří Čunek aurait facilité l'accès à des marchés lucratifs. Grâce à ce pot de vin, il aurait utilisé cet argent pour des travaux dans sa villa. Jiří Čunek ne s'est pas inquiété outre mesure de cette affaire. Il a assuré que cet argent constituait l'ensemble de ses économies personnelles. Il a ajouté qu'il avait déjà été porté plainte contre lui à seize reprises.